# Критична густина (космологія)
Критична густина Всесвіту ρс — виділене значення густини матерії (речовини та енергії) Всесвіту, від якого залежать глобальні геометричні властивості всесвіту у космологічних моделях.
До того ж, якщо середня густина Всесвіту менша або дорівнює критичній, то втілюється ідея нескінченного Всесвіту. Якщо ж густина більша критичної — то простір Всесвіту є кінцевим:
- ρ < ρс — простір с від'ємною кривизною, відкритий всесвіт;
- ρ = ρс — плоска, відкритий всесвіт;
- ρ > ρс — позитивна кривина простору, всесвіт замкнутий.

За даними космічного апарата WMAP, Всесвіт, що спостерігається, є плоским (в межах похибки). Отже, згідно з моделлю Фрідмана, середня густина Всесвіту є критичною з точністю близько 1 %.
Баріонна (доступна прямим спостереженням) матерія дає у поняття густини досить малий внесок: лише 4,54±0,01 %, або ж 0,25 атому водню на кубічний метр. Два інших компоненти, що дають набагато більший внесок у густину, — темна матерія (22,6 %) та темна енергія (73 %). Вклад релятивістських частинок, тобто фотонів мікрохвильового фону, на зараз дуже малий: 0,0050 %.